# Lo sprecone
Lo sprecone è un film statunitense del 1952, diretto da Don Weis.

## Trama
Il giovane Mark MacLene, un playboy ricco e irresponsabile, ha ereditato una grossa quantità di denaro, ma non sa gestirla e si ritrova pieno di debiti. Un giudice amico di famiglia convince Mark a far amministrare i suoi beni da un tutore, come da disposizioni del testamento di suo nonno. Il tutore in questione sarà Lucy Duncan, giovane avvocatessa determinata e rigorosa, che come prima cosa blocca tutti i crediti di Mark per impedirgli di continuare a spendere cifre folli e gli assegna 50 dollari al mese per le spese correnti. Mark comunque riesce a eludere il limite di spesa perché dispone di altri crediti all'estero e continua a sprecare denaro, per cui Lucy fa porre sotto sequestro ogni sua proprietà, con il risultato che Mark si installa nel suo piccolo appartamento creando una situazione imbarazzante, giacché Tom, fidanzato di Lucy, sta per tornare da un viaggio.
Tom non sa che l'azienda per cui lavora è in realtà di proprietà di Mark; e proprio Mark manovra affinché a Tom venga concesso un aumento di stipendio, sperando così di liberarsi dalla tutela facendo sposare i due fidanzati. Lucy tuttavia non si lascia distogliere dal compito affidatole, ma pian piano si accorge che Mark si sta trasformando e sta aprendo una breccia nel cuore di lei, che alla fine decide di lasciare Tom per mettersi con lui.